# Ratchet & Clank: Nexus
Ratchet & Clank: Nexus (Ratchet & Clank: Into the Nexus в США) — компьютерная игра в жанре платформер, разработанная компанией Insomniac Games с Sony Computer Entertainment в качестве издателя эксклюзивно для PlayStation 3. Игра стала сиквелом Ratchet & Clank: A Crack in Time и завершающей игрой «Future» серии. Выход игры состоялся 12 ноября 2013 года в Северной Америке, выход в Европе состоялся 15 ноября 2013 года, а в Японии 12 декабря 2013 года.
После поимки одного из опаснейших преступников галактики — Вендры Прог, Рэтчету и Кланку поручили сопроводить её в тюрьму Вартакс. После дерзкого побега на забытом краю галактики, Рэтчет и Кланк оказываются потерянными в заброшенном секторе. Здесь, на краю галактики герои становятся свидетелями межпространственного события угрожающего всей галактике — что вынуждает Рэтчета принять важнейшее решение.

## Сюжет
После событий Full Frontal Assault, Рэтчету и Кланку удаётся поймать одну из опаснейших преступниц в галактике — Вендру Прог. Силы обороны галактики Поларис поручают героям, а также их друзьям — Зефиру и Кронку — отконвоировать Вендру в тюрьму на планете Вартакс (англ. Vartax) для последующего отбывания наказания. Однако, тюремный корабль повреждается попав в поле астероидов, и пока Рэтчет и Кланк его ремонтируют, на них нападают наёмники из фирмы «Сам-Себе-Бандит» (англ. Thugs-4-Less), возглавляемые братом-близнецом Вендры — Нефтином.
Наёмники берут корабль на абордаж, обезвреживают Кронка и Зефира и освобождают Вендру. Рэтчет и Кланк пытаются помешать ей сбежать, но Вендра легко останавливает обоих с помощью своей «магии». Близнецы покидают судно, подорвав его. Зефир и Кронк погибают, а Рэтчета и Кланка выбрасывает в открытый космос, но они выживают, пробравшись на один из кораблей наёмников и спрятавшись в ящике с припасами.
Корабль сбрасывает груз вместе с героями на планете Йерек (англ.  Yerek) в малоизученном секторе Зарков (англ.  Zarkov Sector). Рэтчет подавлен гибелью друзей, но Кланк убеждает его довести дело до конца — арестовать близнецов и заставить их ответить за всё. Рэтчет связывается с Тальвин и сообщает ей о ситуации, на что та просит героев беречь себя — ведь после смерти Кронка и Зефира у неё не осталось близких, кроме Кланка и Рэтчета.
Исследуя Йерек, герои натыкаются на Полликса, учёного-терахнойда, похищенного близнецами во время событий Before the Nexus. Полликс рассказывает героям, что Проги похитили его для исследований «Пустовселенной» (англ. Netherverse) — параллельного измерения, откуда якобы родом сами близнецы. Исследуя Йерек, герои натыкаются на близнецов, которые используют устройство, отдалённо похожее на Измеренитель (англ. Dimensionator), чтобы пробить брешь между мирами и связаться со своим таинственным союзником из Пустовселенной — «мистером Оком». Рэтчет понимает, что Вендра хочет впустить Око в их мир, но случайно выдаёт своё присутствие. Вендра натравляет на героев «Пустяков» (англ. Nethers) — враждебных демонов из Пустовселенной, от которых Рэтчету и Кланку удаётся сбежать с помощью подоспевшего на помощь капитана Кварка.
Герои прибывают на планету Сайлокс (англ. Silox), где Проги собираются использовать своё устройство, чтобы открыть более стабильный портал в Пустовселенную. Рэтчет бросает вызов Нефтину и побеждает его, после чего пытается отговорить Вендру. Но она игнорирует просьбу ломбакса и открывает разлом, через который Око лично является в их измерение. Выясняется, что Око давно хотел вторгнуться в этот мир и завоевать его, а Вендра была лишь его пешкой, необходимой чтобы открыть разлом с её стороны. Око утаскивает шокированную Вендру в Пустовселенную, а Рэтчету и Кланку приходится спасаться бегством, что им и удаётся не без помощи Нефтина.
Телепортировавшись на планету Трам (англ. Thram), Рэтчет выходит на тайное убежище Нефтина, который просит героев о помощи в спасении сестры от Пустяков. Рэтчет выдвигает встречное условие: когда всё закончится, Нефтин будет должен сдаться властям и ответить за свои преступления, в том числе за убийство Кронка и Зефира. Нефтин соглашается на это и выдвигает план спасения Вендры: пока он, Кварк и Полликс дорабатывают их Измеренитель на необходимые настройки, чтобы выкинуть Пустяков обратно в их мир, Рэтчет и Кланк должны проникнуть в Галактический Музей Естественной Истории на планете Иглиак (англ. Igliak), где хранится оригинальный Измеренитель, и выкрасть его. Для этого Нефтин даёт героям в помощь краденного бота-экскурсовода.
Рэтчет и Кланк проникают в музей и, обойдя все системы защиты, добывают Измеренитель, в то время как на Иглиак обрушивается вторжение Пустяков с Оком в их главе. Нефтин с помощью Измеренителя отправляет Кланка в Пустовселенную искать Вендру, пока Рэтчет отвлекает Око, вступив с ним в схватку. Вскоре Кланку удаётся вызволить Вендру, и та присоединяется к схватке. Нефтин открывает разлом, куда Вендра с помощью своих сил выталкивает Око и других пустяков. После битвы, Нефтин хватает обессилевшую сестру и ведёт её сдаваться силам правопорядка. На её вопрос, останутся ли они злодеями даже в тюрьме, Нефтин раздражённо отвечает отказом.
В эпилоге, Рэтчет и Кланк, утомлённые после финальной битвы, разговаривают в музее. Кланк спрашивает Рэтчета, отправился бы он искать выживших ломбаксов, если бы Измеренитель был бы исправен. На это Рэтчет признаётся ему, что его жизнь принадлежит этому миру, а большего ему и не требуется (также он намекает на свой роман с Тальвин). Рэтчет уходит, а вслед за ним, немного погодя, уходит и Кланк, забрав Измеренитель с собой.
В сцене после титров показана одна из экспозиций в музее, посвящённая Зефиру и Кронку, на которую они же и любуются, став призраками после смерти. Пошутив над Зефиром, Кронк предлагает отправиться им обоим на робокладбище «на свидание с рободамочками».

## Игровой процесс
Игровой процесс аналогичен предыдущим играм серии, но также позволяет управлять Рэтчетом в открытом космосе без гравитации. В игре представлено новое оружие и гаджеты, а также новая система его развития, представляющая собой модифицированную систему из Ratchet & Clank: Tools of Destruction. Также представлены новые мини-игры за Кланка, основанные на управлении гравитацией.
Помимо этого, игра поддерживает связь с мобильным приложением Ratchet & Clank: Before the Nexus, доступным на Android — посредством сервиса PlayStation Network, в игру можно пересылать добытые в приложении ресурсы для облегчения прохождения сюжета.

## Оценки прессы
| Сводный рейтинг       | Сводный рейтинг |
| Агрегатор             | Оценка          |
| --------------------- | --------------- |
| GameRankings          | 77,06 %         |
| Metacritic            | 76/100          |
| Иноязычные издания    |                 |
| Издание               | Оценка          |
| Game Informer         | 8,0/10          |
| GameSpot              | 8,0/10          |
| GameTrailers          | 8,5/10          |
| IGN                   | 8,2/10          |
| Joystiq               | [ 13 ]          |
| Русскоязычные издания |                 |
| Издание               | Оценка          |
| 3DNews                | 8/10            |
| PlayGround.ru         | 8,3/10          |
| «Канобу»              | 6/10            |
| Котонавты             | 8/10            |
| Stratege.ru           | 80/100          |

Игра получила положительные и смешанные рецензии. Оценка на сайте GameRankings составила 77,06 %, а на сайте Metacritic 76 из 100. Большинство изданий отмечали хорошие звук и графику, но критиковали за короткий сюжет.